# James Hunt
James Simon Wallis Hunt (ur. 29 sierpnia 1947 w Belmont, zm. 15 czerwca 1993 w Londynie) – brytyjski kierowca wyścigowy i komentator telewizyjny. W 1976 został mistrzem świata Formuły 1.
W trakcie swojej kariery brał udział w 92 wyścigach, odniósł 10 zwycięstw, a 14 razy startował z pole position.

## Życiorys
Hunt zaczynał karierę w niższych kategoriach wyścigowych, gdzie zaliczył kilka poważnych wypadków. Gdy debiutował w Formule 1 w 1973 roku nikt nie oczekiwał, że odniesie jakiekolwiek sukcesy. W 1975 roku Hunt odniósł zwycięstwo na torze Zandvoort dla prywatnego zespołu Hesketh, a w kolejnym sezonie został kierowcą zespołu McLaren. Wykorzystując fakt absencji Niki Laudy po jego poważnym wypadku na torze Nürburgring, Hunt wywalczył tytuł mistrza świata, wyprzedzając Austriaka o jeden punkt. Następne dwa sezony były jednak słabsze i w 1979 roku Hunt odszedł do zespołu Walter Wolf Racing. Po siedmiu wyścigach Brytyjczyk zakończył karierę, nie widząc możliwości powrotu na szczyt.
Po zakończeniu kariery Hunt rozpoczął pracę dla stacji BBC i przez następne 14 lat tworzył duet z komentatorem Murrayem Walkerem.
Hunt prowadził niezwykle rozrywkowy tryb życia. Oprócz zamiłowania do kobiet nie stronił od alkoholu. W latach 80. podupadł na zdrowiu, przeszedł kurację odwykową, leczył się także z depresji.
18 października 1974 poślubił Susan Miller, lecz w 1976 doszło do rozwodu. 17 grudnia 1983 ożenił się z Sarah Lomax, z którą miał dwóch synów: Freddiego i Toma. W 1989 roku rozwiódł się.
Zmarł nagle na atak serca w wieku 45 lat. W swoim testamencie napisał, aby jego przyjaciele uczcili jego zgon „huczną imprezą”. Wola Hunta została spełniona.
We wrześniu 2013 odbyła się premiera Wyścigu, filmu opowiadającego historię rywalizacji pomiędzy nim a Nikim Laudą, w reżyserii Rona Howarda. W rolę Nikiego Laudy wcielił się Daniel Brühl, natomiast Jamesa Hunta zagrał Chris Hemsworth.